# Dirk (broń)

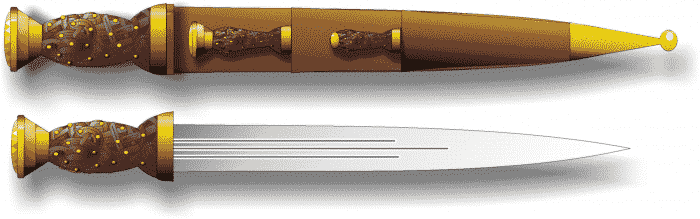
dirk

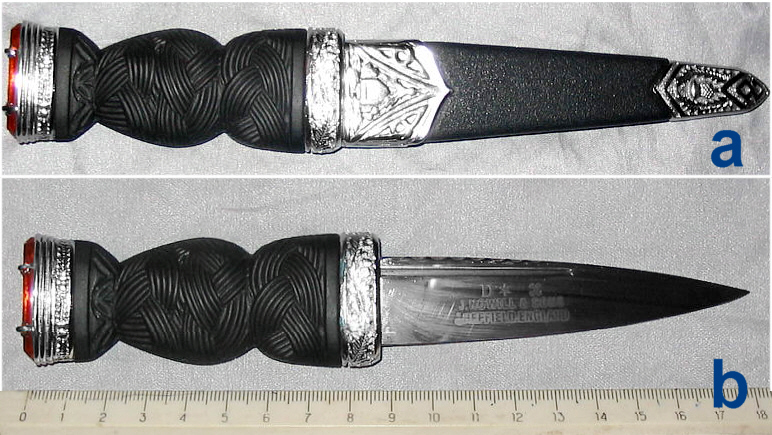
Sgian dubh

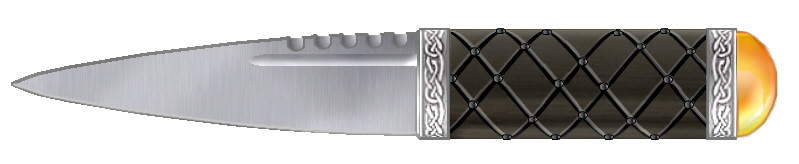
Sgian dubh

Dirk – szkocki długi sztylet o długości ostrza od sześciu do dwunastu cali (ok. 15 do 30 cm). Samo słowo dirk (w XVII wieku dork) wywodzi się najprawdopodobniej z niderlandzkiego, szwedzkiego i duńskiego słowa dolk, lub niemieckiego dolch, to zaś zostało zapożyczone z języków zachodniosłowiańskich, m.in. polskiego - tulich. Głownia sztyletu była najczęściej jedno lub 3/4 sieczna, płaska, czasem z 2-3 zbroczami sięgającymi połowy długości. Wykonywano je często ze złamanych rapierów, mieczy i innej długiej broni. Rękojeść bez jelca, z dzwonowatym lub nerkowatym, okutym metalem (często mosiądzem) zgrubieniem przy ostrzu, baryłkowata pośrodku,  zwężona ku drugiemu końcowi, na którym często była ozdabiana osadzonym w srebrze morionem. Wykonywana była najczęściej z twardego drewna, często korzeni jałowca, lub z kości, zwykle zdobiona celtyckim ornamentem plecionkowym, lub nabijana metalowymi ćwiekami. Pochwa zwykle drewniana pokrywana była skórą ciemno barwioną. Charakterystyczne było osadzanie w tej samej pochwie, w małych kieszonkach dodatkowego, użytkowego noża, albo noża i widelca. Rękojeści  tych dodatków były zwykle podobne do rękojeści sztyletu. Dirk był noszony zwykle jawnie, z przodu, centralnie na pasie, a w przypadku noszenia pełnego stroju góralskiego z torbą myśliwską sporran, u boku.
Drugi sławny sztylet góralski  - Sgian Dubh (czarny nóż), o połowę lub więcej mniejszy od dirka, podobnie zdobiony, noszony był ukryty,  zwykle za wysoką wełnianą skarpetą stosowaną do stroju narodowego.
Sztylet pełnił ważną rolę w życiu członków klanu. Wielu górali nie mogło sobie pozwolić na kupno miecza czy później szkockiego rapiera, sztylet stanowił więc podstawową, najdostępniejszą broń. Angielscy okupanci po powstaniu 1745 r. zakazali posiadania broni białej i palnej, masowo rekwirowali miecze, rapiery i pałasze, sztylety najczęściej uniknęły konfiskat i stały się podstawową bronią górali.
Szczególne znaczenie dla członków klanów miały przysięgi składane na sztylet.
Dirk występuje też często w herbach szkockich rodów i godłach klanów, m.in.w tarczy herbowej:  MacBain of Kinchyle, Macfie of Collonsay, 
MacKay, MacPherson of Cluny, Shaw of Rothemurchus, Farquharson of Invercauld, i jako klejnot herbowy: Bain of Tulloch, Chasteris of Amisfield, Dalzell,  Erskine, Kirkpatrick, MacAlister of the Loup, MacLellan, MacKay, MacDowall, Shaw.
Oba sztylety, lub ich atrapy, do dziś stanowią część tradycyjnego szkockiego ubrania.